# Jodi Long
Jodi Long (ur. 7 stycznia 1954) – amerykańska aktorka pochodzenia azjatyckiego.

## Życiorys
Jodi urodziła się w Nowym Jorku. Jej rodzice – matka, Kimiye Tsunemitsu to uchodźca z Japonii, a ojciec Lawrence K. Long, chiński emigrant z Australii, który w Stanach Zjednoczonych zrobił karierę stepującego tancerza. Long rozpoczęła swą karierę od grania w kinie, teatrze i telewizji. Jej rodzice występowali wraz z nią w „Ed Sullivan Show” jako tancerze. Jodi wystąpiła także w teledysku brytyjskiej grupy New Order „Bizarre Love Triangle”.

## Filmografia
Filmy
- „Nurse” (1980) jako Gail
- „Prolongata” (1981) jako Betsy Okamoto
- „Plusk” (1984) jako reporter
- „Patty Hearst” (1988) jako Wendy Yoshimura
- „Gorzka słodycz” (1988) jako Mui
- „Urodzony 4 lipca” (1989) jako reporter
- „Nowojorskie opowieści” (1989) jako dziennikarka
- „Egzorcysta III” (1990) jako kobieta
- „Jak zamordowac milionerkę” (1990)
- „Pole rażenia” (1993) jako Kim Lee
- „Ogóras” (1993) jako Yakimoto Yakimura
- „Robocop 3” (1993) jako mama Nikko
- „Pożar w Oakland” (1993) jako Linda Chong
- „Amos i Andrew” (1993) jako Wendy Wong
- „Mordercza hipnoza” (1997) jako Helen
- „Krwawe cięcie” (1997) jako Corey Chang
- „Nowa szata” (2002) jako spec od Feng-shui
- „Gorąca laska” (2002) jako matka Ling Ling
- „Mów mi swatka” (2003) jako Claire
- „Red Thread” (2003) jako pani Wong

Seriale
- „Scarecrow and Mr. King”
- „The Equalizer”
- „Prawnicy z Miasta Aniołów”
- „Designing Women”
- „Roseanne”
- „Prawnik z Manhattanu”
- „Seks w wielkim mieście”
- „Prawo i bezprawie”
- „Babski oddział”